# موسى بن حرفوش

## امير منطقة البقاع البعلبكي
موسى بن حرفوش هو الأمير موسى (الأول) بن حرفوش، وكان امير منطقة البقاع أو البقاع البعلبكي (الجزء الشمالي من البقاع اللبناني) في بداية العهد العثماني، وتشير المصادر إلى أنه تولى إمارة البقاع عام 944 هـ = 1537 م، واستمر في إمارته فترة من الزمن وتولى من بعده إبنه الأمير علي بن موسى.
ويمكننا أن نستنتج من ترجمة الغزي لعلي بن موسى أن والده الأمير موسى صاحب المقالة كان أميراً على بعلبك قبل 1537م، وأن حكومتها متوارثة منذ مدة طويلة في هذه العائلة وإن محاولة جدية أخرى قامت بها سلطات دمشق لتغيير هذا الواقع في هذه السنة فعينت أبو علي ابن قنبر ( الشهير بالأقرع ) حاكماً على بعلبك فأدى هذا التدبير المتسرع إلى خراب المدينة ورحيل معظم أهلها وتعطل الأحكام الشرعية والحياة العادية فيها. فعتا ابن الأقرع وأتباعه وصادر الأموال والمحاصيل ليجمع الأموال التي التزم فيها للسلطنة.